# Amon Amarth
Amon Amarth este o formație suedeză de death metal melodic cu teme din mitologia nordică sau vikingă. Această clasificare este respinsă categoric de membrii formației:
Cântăm death metal, scriem despre vikingi, unii se referă la noi ca la o trupă de viking metal, dar nu avem habar ce înseamnă aceasta.
Numele grupului înseamnă Muntele Destinului în limba sindarin, limbă inventată de J. R. R. Tolkien.

## Istorie
Trupa a fost fondată sub numele de Scum în 1988, fiind un grup de grindcore format de Paul „Themgoroth” Mäkitalo voce, Olavi Mikkonen la chitară și Ted Lundström la bas.
Când solist a devenit Johan Hegg, stilul trupei s-a schimbat în death metal melodic. După demo lansat pe piață în 1991 care a schimbat numele trupei in Amon Amarth, trupa a lansat primul demo sub acest nume, Thor Arise, urmat de un alt demo din 1994 numit The Arrival of the Fimbul Winter.
În 1996 au lansat primul lor MCD, Sorrow Throughout the Nine Worlds, care a vândut 6000 de copii. În 1998 au semnat un contract cu casa de discuri Metal Blade și au scos albumul Once Sent from the Golden Hall care le-a adus o popularitatea internațională reflectată în criticile favorabile publicate în revistele de specialitate și în numeroasele turnee din SUA, Canada, Australia și Noua Zeelandă. Membrii trupei au prelungit contractul cu casa de discuri Metal Blade pentru încă trei albume.

## Gen muzical și teme lirice
Temele lirice abordate de trupa, ca mitologia nordică, lumea precrestină și era vikingă, o apropie de trupele de viking metal care abordează teme similare, ca Enslaved și Bathory. Totuși membrii trupei refuză eticheta de trupă de viking metal dată de unii critici muzicali.
În melodia „A Thousand Years of Oppression” de pe albumul Versus the World este și vocea surorii frontmanului trupei.
Trupa este cunoscută pentru teatralitatea videoclipurilor, membrii încercând să recreeze lumea vikingilor, o lume de mult disparută.

## Discografie

### Albume
| Anul | Titlu                             | Casa de discuri     |
| ---- | --------------------------------- | ------------------- |
| 1991 | Demo 1                            | Independent ca Scum |
| 1993 | Thor Arise                        | Niciodată lansat    |
| 1994 | The Arrival of the Fimbul Winter  | Independent         |
| 1996 | Sorrow Throughout the Nine Worlds | Pulverised Records  |
| 1998 | Once Sent from the Golden Hall    | Metal Blade         |
| 1999 | The Avenger                       | Metal Blade         |
| 2001 | The Crusher                       | Metal Blade         |
| 2002 | Versus the World                  | Metal Blade         |
| 2004 | Fate of Norns                     | Metal Blade         |
| 2006 | With Oden on Our Side             | Metal Blade         |
| 2008 | Twilight of the Thunder God       | Metal Blade         |
| 2011 | Surtur Rising                     | Metal Blade         |
| 2013 | Deceiver of the Gods              | Metal Blade         |
| 2016 | Jomsviking                        | Metal Blade         |
| 2019 | Berserker                         | Metal Blade         |
| 2022 | The Great Heathen Army            | Metal Blade         |

## Video

### Albume video
- 2006 Wrath of the Norsemen

Lansat: 26 mai 2006
Casa de discuri: Metal Blade 
Format: DVD

### Videoclipuri
- 2003 Death in Fire
- 2004 The Pursuit of Vikings
- 2006 Runes to My Memory
- 2007 Cry of the Black Birds
- 2008 Twilight of the Thunder God
- 2009 Guardians of Asgaard

## Membrii trupei
| Membri actuali - Johan Hegg − vocalist (1992 - prezent) - Johan Söderberg − chitară (1998 - prezent) - Olavi Mikkonen − chitară (1988 - prezent) - Ted Lundström − bas (1988 - prezent) | Foști membri - Anders Hansson − chitară (1989 - 1998) - Nico Kaukinen − tobe (1989 - 1996) - Martin Lopez − tobe (1996 - 1998) - Fredrik Andersson − tobe (1998 - 2015) |